# Wivi Leth
Wivi Juul Leth f. Pedersen (født 8. februar 1941, død 1. oktober 2020) var en dansk børnebogsforfatter. Hun modtog flere priser for sine bøger, deriblandt i 1998 Kulturministeriets Børnebogspris for bogen "Engle græder ikke". Hun var fra 1963-66 gift med Jørgen Leth, med hvem hun fik en datter. Blandt hendes udgivelser er "Flugten til den Fjerne By" (2003), "Tommelise og Engledrengen" (2001), "Der fik du den Osman" (1987), og "Sulejma Flytter" (1982).